# آموزش برتر (فیلم ۱۹۹۵)
آموزش برتر (به انگلیسی: Higher Learning) یا آموزش عالی فیلمی محصول سال ۱۹۹۵ و به کارگردانی جان سینگلتون است. در این فیلم بازیگرانی همچون جنیفر کانلی، آیس کیوب، عمر اپس، مایکل راپاپورت، کریستی سوانسون، لارنس فیشبرن، تایرا بنکس، رجینا کینگ، جیسون ویلس، کول هاسر، باستا رایمز، جی آر فرگوسن، اندرو براینیارسکی، ترور سنت جان، آدام گلدبرگ، بریجت ویلسون، کاری ورر، راندال باتینکف، موریس چسنات و جنت بولدن ایفای نقش کرده‌اند.